# Sounds of the Season: The Taylor Swift Holiday Collection
Sounds of the Season: The Taylor Swift Holiday Collection je prvi EP ameriške country glasbenice Taylor Swift. EP je 14. oktobra 2007 izdala založba Big Machine Records ekskluzivno za trgovine Target v Združenih državah Amerike in na spletu; originalno so EP izdali v omejeni izdaji, vendar je ponovno izšel oktobra 2009. Sounds of the Season: The Taylor Swift Holiday Collection vključuje verzije božičnih pesmi in dve originalni pesmi, ki jih je napisala Taylor Swift, »Christmases When You Were Mine« in »Christmas Must Be Something More«, vse pesmi pa so bile country-pop zvrsti. 
Glasbeni kritiki so se ob izidu albuma nanj odzvali s pozitivnimi kritikami, nekateri pa so EP obravnavali kot glasbeni album. EP je prejel velik komercialni uspeh in dosegel dvajseto mesto na lestvici Billboard 200 ter štirinajsto mesto na lestvici Top Holiday Albums. Pesmi iz albuma Sounds of the Season: The Taylor Swift Holiday Collection je Taylor Swift izvedla na mnogih prireditvah.

## Ozadje in sestava
Za originalno izdajo EP-ja Sounds of the Season: The Taylor Swift Holiday Collection je Taylor Swift sodelovala s trgovino Target; EP je bil na voljo v omejeni izdaji v trgovinah Target v Združenih državah Amerike in na spletu, na spletni strani Target.com. Naslovnica EP-ja Sounds of the Season: The Taylor Swift Holiday Collection je vzeta iz videospota za pesem Taylor Swift, »Teardrops on My Guitar« (2007). 6. oktobra 2006 je EP trgovina Target ponovno izdala, s čimer je EP postal na voljo tudi digitalno v trgovinah iTunes, oboje pa je izšlo v manjših količinah, iTunes pa je iz naslova odstranil »Sounds of the Seasons« in pustil le The Taylor Swift Holiday Collection.
Sounds of the Season: The Taylor Swift Holiday Collection vsebuje božično glasbo s country-pop pridihom. EP v glavnem sestavljajo verzije božičnih skladb v izvedbi Taylor Swift. Prva pesem iz EP-ja, »Last Christmas«, je verzija Wham!-ove uspešnice iz leta 1986 iz njihovega albuma Music from the Edge of Heaven. Njeno originalno pesem »Christmases When You Were Mine« so napisali Taylor Swift, Liz Rose in Nathan Chapman. Besedilo govori o času pred božičem, v katerem glavna junakinja pesmi govori o sreči. Besedilo govori tudi o tem, da se je ob današnjem božiču veliko težje veseliti, kot se je bilo ob prejšnjih. Taylor Swift je za EP zapela svojo verzijo pesmi »Santa Baby«, ki jo je v letu 1953 originalno zapela Eartha Kitt. Pesem »Silent Night« je božična skladba, ki je glasbeno drugačna od prejšnje verzije pesmi, saj je Taylor Swift klavir nadomestila z akustično kitaro; njeni vokali so hitrejši od tradicionalno posnete pesmi. Pesem »Christmases Must Be Something More« je druga originalna pesem iz EP-ja Sounds of the Season: The Taylor Swift Holiday Collection, ki jo je napisala Taylor Swift. Besedilo poskuša občinstvu razložiti razlog za proslavljanje božiča, s čimer obuja spomin na rojstvo Jezusa Kristusa. Zadnja pesem je pesem Binga Crosbyja, »White Christmas«, iz njegovega albuma istega imena, ki je izšel leta 1942.

## Sprejem

### Kritike
EP je v glavnem prejel pozitivne kritike. Craig Shelburne iz CMT-ja je napisal: »Zahvaljujoč tem najstniškim zvezdnicam, novi generaciji občutljivih deklet lahko odkrijete melanholijo in melodije, kakršna je pesem 'Last Christmas'. V EP je vključila tudi dve lastni božični pesmi.« V neobjavljeni oceni EP-ja revije Deseret News je bilo napisano, da menijo, da javnost premalo izpolnjuje svoje naloge. Dan Maclntosh iz Country Standard Time je napisal: »Taylor Swift je odlična pevka, ki vedno odkrije pot za izražanje iskrenih čustev v vsaki kitici, ki jo zapoje. Pravijo, da najboljše stvari pridejo v majhnih paketih. In to drži za Taylor Swift.«

### Dosežki na lestvicah
Ob koncu tedna 8. decembra 2007 je EP Sounds of the Season: The Taylor Swift Holiday Collection na oseminosemdesetem mestu lestvice Billboard 200. Ob prihajajočem tednu je EP pristal na šestinštiridesetem mestu lestvice Billboard 200. Ob ponovni izdaji EP-ja Sounds of the Season: The Taylor Swift Holiday Collection leta 2009, se je Sounds of the Season: The Taylor Swift Holiday Collection uvrstil na dvajseto mesto lestvice Billboard 200, kjer je ostala štiriindvajsetem mestu. V letu 2007 je ob praznični sezoni pristal na dvaindvajsetem mestu lestvice Top Holiday Albums, ob praznični sezoni leta 2009 pa na štirinajstem mestu lestvic Top Country Albums in Top Holiday Albums.

## Promocija
Taylor Swift je s pesmijo iz EP-ja Sounds of the Season: The Taylor Swift Holiday Collection, »Silent Night«, prvič nastopila 28. novembra 2007 v New Yorkju, v centru Rockefeller Center, ki je bil predvajan v oddaji The Today Show; Taylor Swift je bila med nastopom oblečena v črno obleko in bel zimski plašč, med nastopom pa je igrala na akustično kitaro. Nato je s pesmijo »Christmases When You Were Mine« 29. novembra istega leta nastopila v St. Charlesu, Missouri v areni Family Arena, kot del njenega snemanja za festival WIL's Jinglefest 2007. S pesmijo »Santa Baby« je nastopila v Bloomingtonu, Minnesota, v nakupovalnem središču Mall of America 8. decembra 2007. Taylor Swift se je znova pojavila v oddaji The Today Show na božični dan leta 2007, kjer je nastopila s pesmimi »Christmases When You Were Mine« in »Silent Night«.
Vse pesmi, razen »Christmas Must Be Something More«, so izšle tudi na radiju na različnih country radijskih postajah in se nato uvrstile na Billboardovo lestvico Hot Country Songs: »Last Christmas« na osemindvajsetem, »Christmases When You Were Mine« na oseminštiridesetem, »Santa Baby« na triinštiridesetem, »Silent Night« na petinštiridesetem in »White Christmas« na devetinpetdesetem mestu.

## Seznam skladb
| Standardna verzija | Standardna verzija                 | Standardna verzija                          | Standardna verzija |
| Št.                | Naslov                             | Pisec                                       | Dolžina            |
| ------------------ | ---------------------------------- | ------------------------------------------- | ------------------ |
| 1.                 | „Last Christmas‟                   | George Michael                              | 3:30               |
| 2.                 | „Christmas When You Were Mine‟     | Taylor Swift, Liz Rose, Nathan Chapman      | 3:06               |
| 3.                 | „Santa Baby‟                       | Joan Javits, Philip Springer, Tony Springer | 2:41               |
| 4.                 | „Silent Night‟                     | Josef Mohr, Franz Xaver Gruber, Swift       | 3:32               |
| 5.                 | „Christmas Must Be Something More‟ | Swift                                       | 3:52               |
| 6.                 | „White Christmas‟                  | Irving Berlin                               | 2:34               |
| Skupna dolžina:    | Skupna dolžina:                    | Skupna dolžina:                             | 19:15              |

## Dosežki
| Lestvica (2007—2009)    | Dosežek |
| ----------------------- | ------- |
| U.S. Billboard 200      | 20      |
| U.S. Top Country Albums | 14      |
| U.S. Top Holiday Albums | 14      |

## Ostali ustvarjalci
Kot je napisano na zadnji strani ovitka zgoščenke.
- Heidi Beall – spremljevalni vokali
- Nick Buda – bobni
- Scott Borchetta - producent
- Nathan Chapman - producent, bas kitara, akustična kitara, električna kitara, spremljevalni vokali
- Eric Darken – tolkala
- Rob Hajacos – fidel
- Andy Leftwich – mandolina
- Tim Marks – bas kitara
- Scotty Sanders – dobro
- Taylor Swift – vokali